# Сахба, Фариборз
Фариборз Сахба (англ. Fariborz Sahba, перс. فريبرز صهبا‎, род. в 1948 году) — архитектор бахаи иранского происхождения, уроженец Мешхеда, который курировал два всемирно известных бахайских проекта — храм Лотоса близ Дели и сады Всемирного центра бахаи в Хайфе. Окончил Тегеранский университет. После исламской революции был вынужден покинуть Иран, жил в США и Канаде.